# Vėtra Wilno
Vėtra Wilno (lit. Futbolo Klubas Vėtra) – litewski klub piłkarski z siedzibą w Wilnie, działający w latach 1996–2010.

## Historia
Założony w 1996 roku w Rudziszkach, w 2003 roku przeniesiony do Wilna. Vėtra rozegrała 12 spotkań w Pucharze Intertoto z czego 4 wygrała, 2 zremisowała i 6 przegrała. Zdobyła w tych spotkaniach 16 bramek, a straciła 24. W 2004 roku wygrała dwumecz w II rundzie Pucharu Intertoto przeciwko szkockiemu Hibernian F.C. (1:1 i 1:0). W 2007 klub dotarł do trzeciej rundy Pucharu Intertoto UEFA, uprzednio eliminując Llanelli (3:1, 3:5) i Legię Warszawa (3:0 walkowerem, sam mecz domowy został przerwany po pierwszej połowie, po wywołanych przez pseudokibiców Legii burdach), w której odpadł, przegrywając 0:6 (0:2, 0:4) w dwumeczu z angielskim Blackburn Rovers.
W lipcu 2009 roku Vėtra została pierwszym litewskim klubem, który awansował do następnej rundy rozgrywek pucharowych po przegraniu pierwszego meczu u siebie. W drugiej rundzie kwalifikacyjnej Ligi Europy Vėtra przegrała 0:1 z HJK Helsinki, ale pokonała swoich przeciwników 3:1 w rewanżu, uzyskując prawo do gry przeciwko Fulham w trzeciej rundzie. W niej Vėtra przegrała 0:3 u siebie i tyle samo na wyjeździe, tym samym odpadając z rozgrywek.
W 2010 roku klub wycofał się w trakcie sezonu z rozgrywek A Lyga ze względu na problemy finansowe.

## Pozycje w A Lyga
- 2009 - 2. miejsce
- 2008 – 3. miejsce
- 2007 – 5. miejsce
- 2006 – 3. miejsce
- 2005 – 4. miejsce
- 2004 – 5. miejsce
- 2003 – 3. miejsce

## Sukcesy
- Wicemistrzostwo Litwy: 2009
- finał Pucharu Litwy: 2003, 2005, 2008, 2010

## Europejskie puchary
Legenda do wszystkich tabel:
- Q – runda eliminacyjna, 1/16, 1/8, 1/4, 1/2 – odpowiednia faza rozgrywek, Grupa – runda grupowa, 1r gr – pierwsza runda grupowa, 2r gr – druga runda grupowa, F – finał, R – runda, PO – play-off
- k. – rzuty karne, los. – losowanie, Dogr. – dogrywka, w. – zasada bramek strzelonych na wyjeździe

| Sezon   | Rozgrywki        | Runda | Klub             | Dom       | Wyjazd | Ogólnie |
| ------- | ---------------- | ----- | ---------------- | --------- | ------ | ------- |
| 2004    | Puchar Intertoto | 1R    | JK Trans Narva   | 3–0       | 1–0    | 4–0     |
| 2004    | Puchar Intertoto | 2R    | Hibernian        | 1–0       | 1–1    | 2–1     |
| 2004    | Puchar Intertoto | 3R    | Esbjerg fB       | 1–1       | 0–4    | 1–5     |
| 2005    | Puchar Intertoto | 1R    | CFR 1907 Cluj    | 1–4       | 2–3    | 3–7     |
| 2006    | Puchar Intertoto | 1R    | Shelbourne       | 0–1       | 0–4    | 0–5     |
| 2007    | Puchar Intertoto | 1R    | Llanelli         | 3–1       | 3–5    | 6–6, w. |
| 2007    | Puchar Intertoto | 2R    | Legia Warszawa   | 3–0 (w/o) | odw.   | 3–0     |
| 2007    | Puchar Intertoto | 3R    | Blackburn Rovers | 0–2       | 0–4    | 0–6     |
| 2008/09 | Puchar UEFA      | 1Q    | Viking FK        | 1–0       | 0–2    | 1–2     |
| 2009/10 | Liga Europy      | 1Q    | CS Grevenmacher  | 3–0       | 3–0    | 6–0     |
| 2009/10 | Liga Europy      | 2Q    | HJK Helsinki     | 0–1       | 3–1    | 3–2     |
| 2009/10 | Liga Europy      | 3Q    | Fulham           | 0–3       | 0–3    | 0–6     |